# 130-мм зенитная пушка КС-30
КС-30 (индекс ГРАУ 52-П-481) — советское зенитное орудие калибра 130 мм. 
Главный конструктор 130-мм зенитная пушка КС-30 — Л. В. Люльев.

## Особенности
Для облегчения работы расчёта на этой зенитной пушке были механизированы ряд процессов: установка взрывателя, вывод лотка с элементами выстрела (снаряд и снаряжённая гильза) на линию заряжания, досылание элементов выстрела, закрытие затвора, производство выстрела и открытие затвора с экстракцией стреляной гильзы. Наведение пушки производится гидравлическими следящими приводами, синхронно управляемыми ПУАЗО. Кроме того, может осуществляться полуавтоматическая наводка по индикаторным приборам путём ручного управления гидроприводами.
Заряжание раздельно-гильзовое. Гильзы латунные или стальные, одинаковые с морским орудием СМ-2-1 и береговым СМ-4-1. Вес снаряжённой гильзы (с зарядом) — 27,9 кг. Вес снаряда — 33,4 кг.

## Тактико-технические характеристики
- Масса снаряда, кг: 33,4
- Масса гильзы с зарядом, кг: 27,9

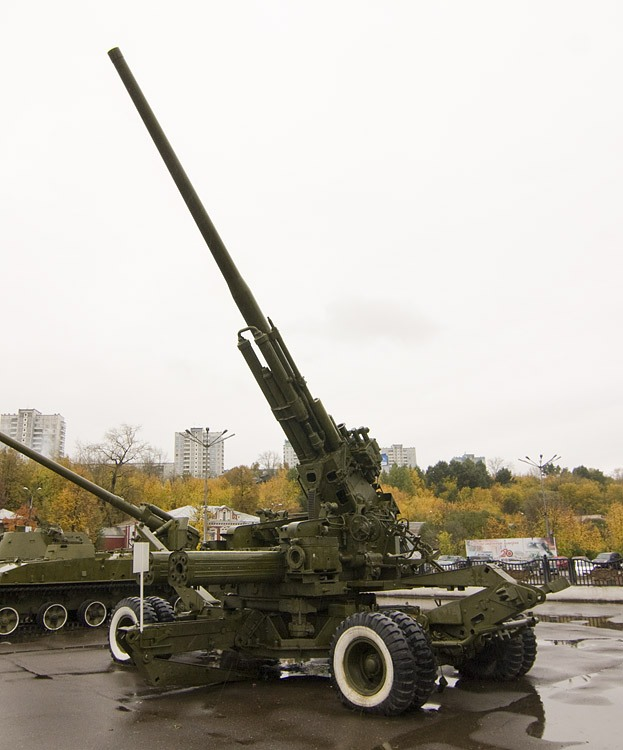
130-мм зенитная пушка КС-30

- Начальная скорость снаряда, м/с: 970
- Дальность стрельбы, метров:
по дальности: 27 500
по высоте: 20 600
по самоликвидатору взрывателя: 19 500 (по таблице стрельбы 1961 года гранатой О-481 с взрывателем ВМ-45 и ВМ-45Л максимальная досягаемость по высоте (табличная) 19 453 м (при угле +88) и 18 278 м (при угле +75).
- Расчёт — 10 человек.
- Тягач — АТ-Т.

## Операторы
- Алжир — 10 КС-30, по состоянию на 2016 год[2]